# 弗呂姆塞爾山
47°9′9″N 9°15′56″E / 47.15250°N 9.26556°E

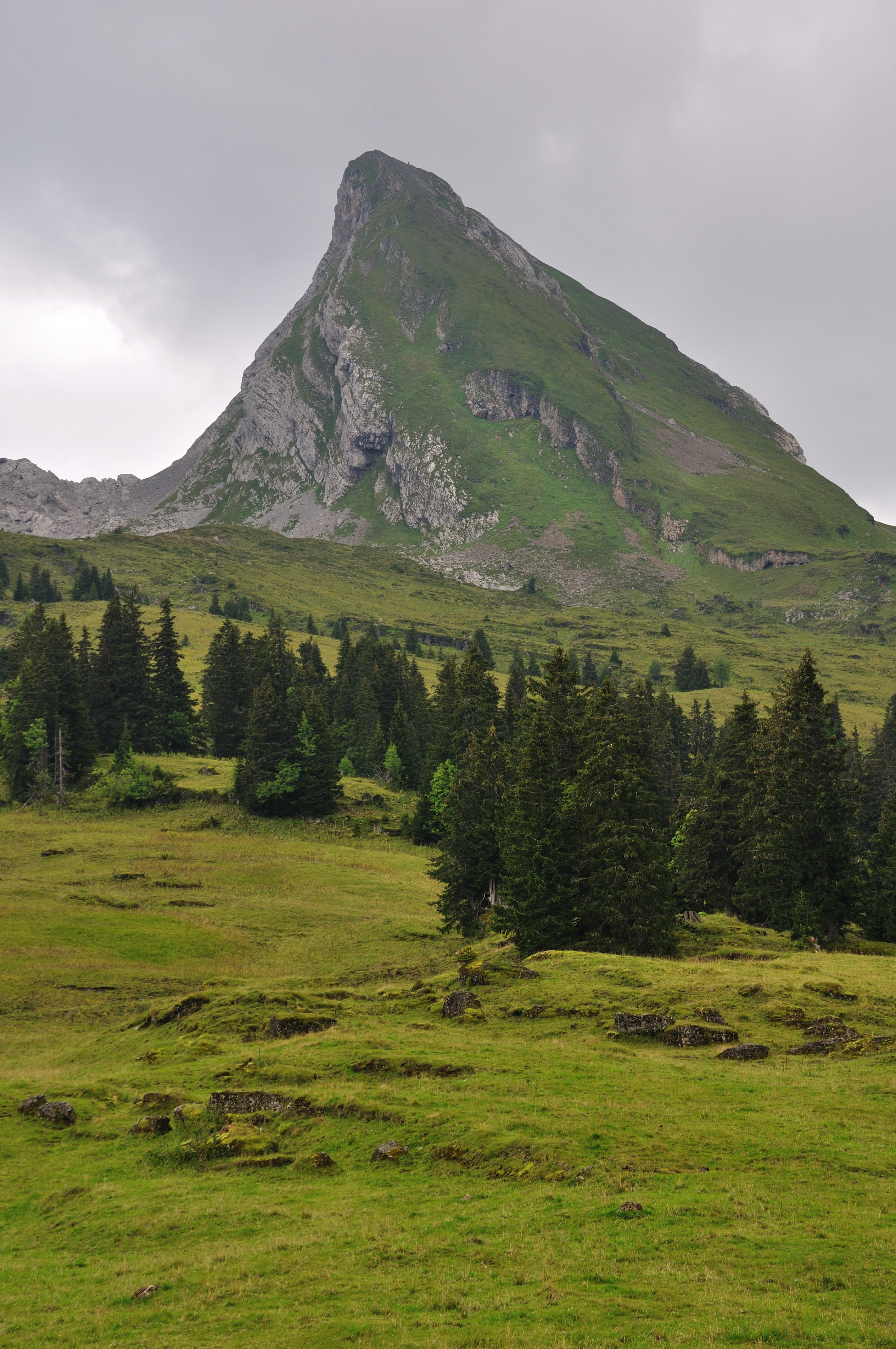

弗呂姆塞爾山（Frümsel），是瑞士的山峰，位於該國東北部，由聖加侖州負責管轄，屬於阿彭策爾阿爾卑斯山脈的一部分，海拔高度2,267米，每年平均降雨量1,954毫米。

## 外部連結
- Frümsel on Hikr （页面存档备份，存于）